# سنگ کبود
سنگ کبود گونه‌ای سنگ تخت است.

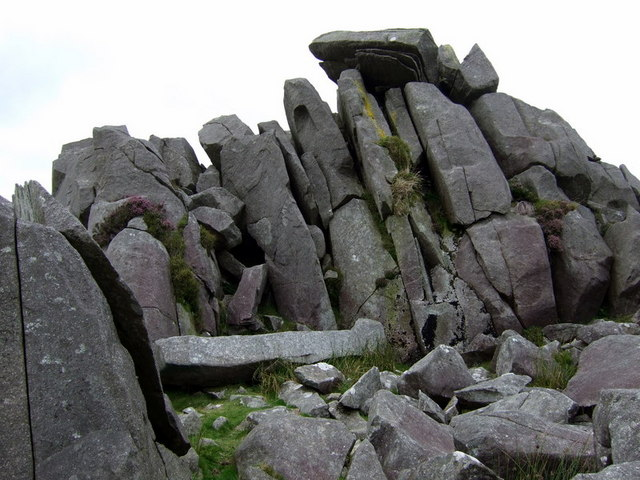

سنگ کبود ماسه‌سنگ یا لای‌سنگ و ریزدانهٔ فلداسپاتی و میکایی، به رنگ خاکستری مایل به سبز یا آبی تیره که به آسانی در امتداد لایه‌بندی می‌شکافد و لایه‌های نازک را تشکیل می‌دهد، از این نوع سنگ معمولاً در فرش کردن پیاده‌رو استفاده می‌کنند.